# Провулок Гулака-Артемовського (Київ)
Провулок Гулака́-Артемо́вського — зниклий провулок Києва. Пролягав від проспекту Валерія Лобановського до кінця забудови.

## Історія
Виник на початку ХХ століття під назвою Павлівський. Назву Гулака-Артемовського провулок отримав 1955 року, на честь композитора С. Гулака-Артемовського. У 1980-ті роки провулок було дещо скорочено (до того він простягався від Козацької вулиці) у зв'язку зі зміною забудови.
Починаючи з весни 2007 року почалося поступове знесення нечисленних вже приватних будинків початку XX століття на тупикових вуличках обабіч проспекту Валерія Лобановського — провулках Балакірева та Гулака-Артемовського (напевно, для здійснення нового будівництва). Всього було знесено 5 будинків на проспекті Валерія Лобановського, 3 будинки на вулиці Івана Підкови, 3 будинки у провулку Балакірева і 5 будинків у провулку Гулака-Артемовського. На останніх двох провулках якраз і було по 3 і 5 приватних будинків відповідно. Останнім, орієнтовно наприкінці 2008 — на початку 2009 року, було знесено будинок № 8 по провулку Гулака-Артемовського і цією дією фактично було поставлено крапку в історії цієї вулиці.
Інформація про офіційну ліквідацію провулку наразі відсутня.